# Poa erinacea
Poa erinacea är en gräsart som beskrevs av Carlos Luis Spegazzini. Poa erinacea ingår i släktet gröen, och familjen gräs. Inga underarter finns listade i Catalogue of Life.